# Sayumi Michishige
Sayumi Michishige (道重 さ ゆみ; Ube, 13 luglio 1989) è una modella e cantante giapponese, ex-membro della sesta generazione delle Morning Musume.

## Biografia

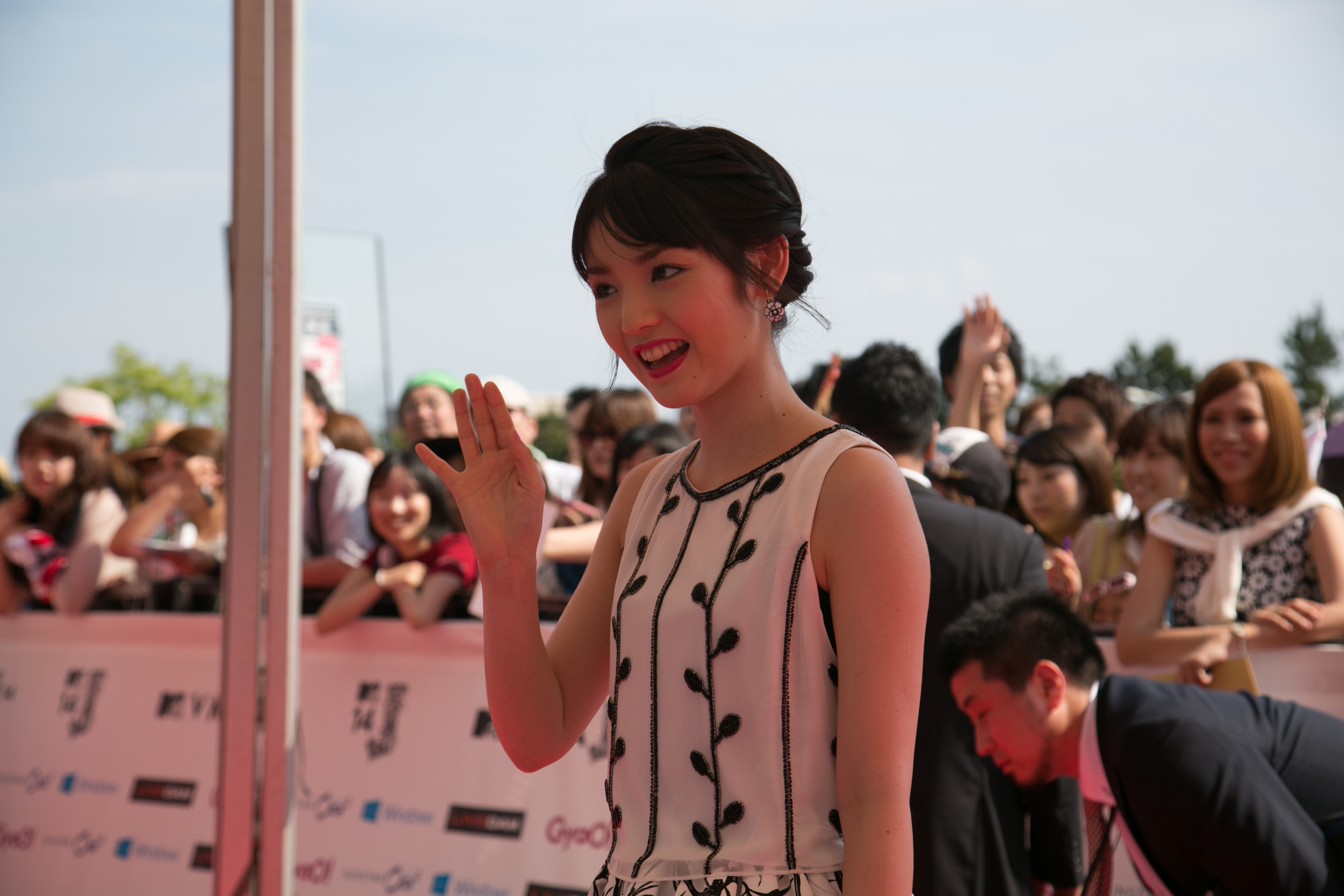
Sayumi Michishige nel ruolo di madrina dell'edizione 2014 dell'MTV Video Music Awards Japan

Una volta superata l'audizione per entrare nelle Morning Musume, Tsunku scrisse in un commento su di lei, affermando che il suo canto era debole. Dopo l'audizione, Michishige prese lezioni di canto per migliorarsi, ma comunque in seguito ammise che il suo modo di cantare agli esordi non era perfetto. Il suo nome deriva da quello di Sayumi Horie, di cui il padre era un grande fan.
La stessa Sayumi, per gli spettacoli televisivi, confezionò un'immagine estremamente narcisistica di sé stessa, definendosi spesso come: "la più carina tra le Morning Musume" e affermando inoltre che il proprio "essere carina" copriva la sua "brutta voce". In una delle scenette del famoso Hello!Morning Theatre, peraltro interpretava un personaggio noto come "Ichiban Kawaii" (la più carina).
Entrò nelle Morning Musume nel 2003, insieme a Kamei Eri, Tanaka Reina e Fujimoto Miki, tutte appartenenti alla sesta generazione di ragazze partecipanti alla trasmissione. La sua canzone di debutto ha il titolo di "Shabondama", il diciannovesimo singolo del gruppo. Nella primavera dello stesso anno Sayumi e le altre ragazze della sesta generazione fecero la loro prima apparizione al concerto "Morning Musume Tour 2003 Spring "Non Stop!" in occasione della raduno di Yasuda Kei. Verso la fine del 2003, Sayumi iniziò anche a partecipare allo show "Revelations of M", assieme all'ex membro del gruppo Nakazawa Yuko. Nel 2005 diventò la tutrice di Kusumi Koharu (una ragazza della settima generazione), ruolo che ricoprì fino alla conferma di quest'ultima. Sayumi confessò in seguito che odiava essere maestra di Koharu poiché doveva insegnarle tutto. Sayumi Michishige fu tra coloro che a partire dal 2004 fornirono la propria voce ai personaggi di Hi! Hamtaro - Piccoli criceti, grandi avventure, un ciclo di 77 brevi Anime della serie Hamtaro Nell'ottobre del 2008, Sayumi iniziò il suo programma alla CBC Radio, "Konya mo Usa-chan Peace", che andava in onda ogni martedì alle 23.30. Nel 2011 venne annunciato che Sayumi avrebbe prestato la voce ad "Haro" del gioco Dragon Nest. Il 18 maggio 2012, succedendo a Risa Niigaki, Sayumi Michishige divenne la leader delle Morning Musume. Manterrà questo ruolo fino al 26 novembre 2014, quando le succedette Fukumura Mizuki.
La sua presenza più che decennale nelle Morning Musume fu la più lunga mai registrata nel gruppo.

## Filmografia

### Cinema
- Hoshisuna no Shima, Watashi no Shima: Island Dreamin', regia di Ichiro Kita (2003)
- Tottoko Hamutaro Hamham Paradichu! Hamutaro to Fushigi no Oni no Ehonto, regia di Osamu Dezaki (2004)

## Programmi televisivi
- Hello! Morning (TV Tokyo, 2003-2007)
- Sore Yuke! Gorokkies (TV Tokyo, 2003)
- M no Mokushiroku (TV Asahi, 2003-2004)
- Futarigoto (TV Tokyo, 2004)
- Majokko Rika-chan no Magical v-u-den (TV Tokyo, 2004)
- Musume Document 2005 (TV Tokyo, 2005)
- Musume Dokyu! (TV Tokyo, 2005-2006)
- Haromoni@ (TV Tokyo, 2005-2006)
- Yorosen! (TV Tokyo, 2008-2009)
- Otona no Gakuryoku Kentei Special Shōgakkō Kyōkasho Quiz! (Nippon Television, 2009)
- Bugroo!! (Nagoya Broadcasting Network, 2009)
- Otameshi ka! (TV Asahi, 2009)
- Takatoshi no Soratobu Cherry Pie (TV Tokyo, 2009)
- Sūgaku Joshi Gakuen  (Nippon Television, 2012)

## Programmi radiofonici
- Hypernight: Michishige Sayumi Konya mo Usa-chan Peace (CBC Radio, 2006-2014)
- MBS Young Town Dōyōbi (MBS Radio, 2006-in corso)
- TBC Fun Fīrudo Mōretsu Mōdasshu (Tohoku Broadcasting Company, 2005-2007)
- Hello Pro Yanen!! (ABC Radio, 2004-2006)
- Asa Made Hello Pro Yanen!! 2 (ABC Radio, 2005)
- Radio Drama: Drama no Kaze "Girl Driver" (MBS Radio, 2005)
- Asa Made Hello Pro Yanen!! 4 (ABC Radio, 2006)
- B.B.L. (2005)